# Marino Lemešić
Marino Lemešić (Šibenik, 1949.), bivši hrvatski nogometaš, igrač splitskog Hajduka.

## Nogometna karijera
Potjekao iz omladinske škole Hajduka, a za prvu momčad je zaigrao kao 18-godišnjak, u sezoni 1967/68, kao prvi nagovještaj onoga što će kasnije biti poznato kao "zlatna generacija". Kako je, odlaskom Marina Kovačića u Austriju, upravo tada ostalo upražnjeno jedno mjesto u obrani, vrlo brzo se ustalio u početnom sastavu. Podjednako je uspješno mogao igrati lijevog halfa, uz Dragana Holcera, ili lijevog beka, te će uskoro on i godinu dana mlađi suigrač Vilson Džoni postati prototip modernog bekovskog para.
Nastupao za Hajduk od 1967. do 1971. i odigrao 238 utakmica na kojima je postigao 8 pogodaka (jedan prvenstveni). Sudjelovao je u osvajanju naslova prvaka 1971., odigravši svih 29 utakmica (na kojim je postigao jedan gol) do susreta s Crvenom zvezdom 2. lipnja 1971. u Beogradu (rezultat 1:1), pet kola prije kraja prvenstva. Na toj mu je utakmici pukao mišić i, kako će se nakon nekoliko operacija ispostaviti, time mu je, u dvadeset drugoj godini i u trenutku kad je postao i kandidat za državnu reprezentaciju, okončana igračka karijera. Krivicom, po svoj prilici, pogrešnog liječenja i prebrzih pokušaja povratka treningu nikad više nije zaigrao i nije dočekao godine najvećih uspjeha "zlatne generacije".
Igrao je i za Jadran iz Starog Grada na Hvaru.
Statistika u Hajduku
| Natjecanje        | Nastupi | Zgoditci |
| ----------------- | ------- | -------- |
| Prvenstvo         | 86      | 1        |
| Kup               | 8       | 0        |
| Superkup          | 0       | 0        |
| Međunarodne       | 10      | 1        |
| Splitski podsavez | 0       | 0        |
| Ukupno            | 104     | 2        |
| Prijateljske      | 134     | 6        |
| Sveukupno         | 238     | 8        |

Diplomirani je pravnik. Od 1992. do 1996. bio je disciplinski sudac HNL-a.

## Vanjske poveznice
- Profil igrača: Lemešić, Marino na hajduk.hr